# Michaela Paštiková
Michaela Paštiková (née le 27 mars 1980 à Šumperk) est une joueuse de tennis tchèque, professionnelle depuis 1996, année où elle a été championne du monde junior en double filles.
Au cours de sa carrière, elle a remporté un tournoi WTA en double.
Elle est l'une des partenaires privilégiées de Gabriela Navrátilová, avec qui elle a atteint les demi-finales de l'Open d'Australie en 2005

## Palmarès

### Titre en double dames
| No | Date       | Nom et lieu du tournoi   | Catégorie | Dotation  | Surface      | Partenaire      | Finalistes                       | Score         |          |
| -- | ---------- | ------------------------ | --------- | --------- | ------------ | --------------- | -------------------------------- | ------------- | -------- |
| 1  | 26/04/1999 | Croatian Ladies Open Bol | Tier IVa  | 142 500 $ | Terre (ext.) | Jelena Kostanić | Meghann Shaughnessy Andreea Vanc | 7-5, 6-7, 6-2 | Parcours |

### Finales en double dames
| No | Date       | Nom et lieu du tournoi            | Catégorie | Dotation  | Surface      | Vainqueures                             | Partenaire           | Score         |          |
| -- | ---------- | --------------------------------- | --------- | --------- | ------------ | --------------------------------------- | -------------------- | ------------- | -------- |
| 1  | 06/07/1998 | Skoda Czech Open Prague           | Tier III  | 160 000 $ | Terre (ext.) | Silvia Farina Karina Habšudová          | Květa Hrdličková     | 2-6, 6-1, 6-2 | Parcours |
| 2  | 10/01/2005 | Canberra Women’s Classic Canberra | Tier V    | 110 000 $ | Dur (ext.)   | Tathiana Garbin Tina Križan             | Gabriela Navrátilová | 7-5, 1-6, 6-4 | Parcours |
| 3  | 11/07/2005 | Internazionali di Modena          | Tier IV   | 140 000 $ | Terre (ext.) | Yuliya Beygelzimer Mervana Jugić-Salkić | Gabriela Navrátilová | 6-2, 6-0      | Parcours |

## Parcours en Grand Chelem

### En simple dames
| Année | Open d'Australie | Open d'Australie  | Internationaux de France | Internationaux de France | Wimbledon      | Wimbledon        | US Open        | US Open     |
| 2005  | 2e tour (1/32)   | Lindsay Davenport | 1er tour (1/64)          | Nathalie Dechy           | 2e tour (1/32) | Nicole Vaidišová | 2e tour (1/32) | Ai Sugiyama |

À droite du résultat, l’ultime adversaire.

### En double dames
| Année | Open d'Australie            | Open d'Australie         | Internationaux de France    | Internationaux de France            | Wimbledon                   | Wimbledon                  | US Open                       | US Open                  |
| ----- | --------------------------- | ------------------------ | --------------------------- | ----------------------------------- | --------------------------- | -------------------------- | ----------------------------- | ------------------------ |
| 2000  | -                           | -                        | -                           | -                                   | -                           | -                          | 1er tour (1/32) E. Martincová | Li Na Li Ting            |
| 2004  | -                           | -                        | 1er tour (1/32) I. Benešová | A. Serra Zanetti Ant. Serra Zanetti | 1er tour (1/32) I. Benešová | Silvia Farina F. Schiavone | 1er tour (1/32) Jasmin Wöhr   | S. Cohen C. Granados     |
| 2005  | 1/2 finale Navrátilová      | L. Davenport C. Morariu  | 2e tour (1/16) Navrátilová  | V. Ruano Paola Suárez               | 2e tour (1/16) Navrátilová  | V. Dushevina Shahar Peer   | 2e tour (1/16) Mervana Jugić  | Émilie Loit Nicole Pratt |
| 2006  | 1er tour (1/32) Navrátilová | C. Dellacqua T. Musgrave | 1er tour (1/32) Navrátilová | Liezel Huber Navrátilová            | 1er tour (1/32) Navrátilová | I. Benešová B. Z. Strýcová | -                             | -                        |

Sous le résultat, la partenaire ; à droite, l’ultime équipe adverse.

## Parcours en Fed Cup
| #                                                                        | Date       | Lieu    | Surface      | Gagnante(s)                      | Perdante(s)                        | Score         |          |
|                                                                          |            |         |              |                                  |                                    |               |          |
| 1998 - Barrage (groupe mondial I) - République tchèque - Italie - 1 : 4  |            |         |              |                                  |                                    |               |          |
| 1                                                                        | 25/07/1998 | Prague  | Terre (ext.) | Francesca Lubiani Flora Perfetti | Lenka Němečková Michaela Paštiková | 6-2, 4-6, 7-5 | Parcours |
|                                                                          |            |         |              |                                  |                                    |               |          |
| 2004 - Barrage (groupe mondial I) - Estonie - République tchèque - 2 : 3 |            |         |              |                                  |                                    |               |          |
| 2                                                                        | 10/07/2004 | Tallinn | Terre (ext.) | Maret Ani Margit Ruutel          | Michaela Paštiková Lucie Šafářová  | 6-2, 6-4      | Parcours |

## Classements WTA en fin de saison

### En simple
| Année | 1996 | 1997 | 1998 | 1999 | 2000 | 2001 | 2002 | 2003 | 2004 | 2005 | 2006 | 2007 | 2008 | 2009 |
| Rang  | 571  | 353  | 219  | 227  | 174  | 155  | 230  | 138  | 106  | 138  | 204  | 260  | 263  | 311  |

Source : (en) « Classements de Michaela Paštiková », sur le site officiel du WTA Tour

### En double
| Année | 1997 | 1998 | 1999 | 2000 | 2001 | 2002 | 2003 | 2004 | 2005 | 2006 | 2007 | 2008 | 2009 | 2010 |
| Rang  | 389  | 162  | 139  | 154  | 250  | 174  | 104  | 91   | 46   | 109  | 157  | 167  | 146  | 982  |

Source : (en) « Classements de Michaela Paštiková », sur le site officiel du WTA Tour